# Kenichi Yagara
Kenichi Yagara (八柄 堅一 Yagara Kenichi?, nacido el 14 de septiembre de 1981 en Osaka) es un exfutbolista japonés. Jugaba de defensa y su último club fue el Banditonce Kobe de Japón.

## Trayectoria

### Clubes
| Club            | País  | Año         |
| --------------- | ----- | ----------- |
| Ehime FC        | Japón | 2004 - 2006 |
| Banditonce Kobe | Japón | 2007        |